# Os Anéis de Saturno
Os Anéis de Saturno é o último livro da Série Lucky Starr, seis livros infanto-juvenis de ficção científica escritos por Isaac Asimov, que originariamente foram publicados sob o pseudônimo de Paul French. O livro foi primeiramente publicado por Doubleday & Company em 1958. Foi a último livro publicado por Asimov até a romantização de a Viagem Fantástica de 1966, e seu último livro original, Os Próprios Deuses. Os Anéis de Saturno é o único livro que se passa no Sistema saturniano.

## Cenário
Os Anéis de Saturno tem como cenário quase total o sistema saturniano, descrito tão acuradamente quanto o conhecimento do fim dos anos 50 podia permitir. Naquele tempo, somente nove satélites haviam sido descobertos, e o satélite mais interno conhecido era Mimas. Asimov descreve Mimas como tendo 547 quilômetros de diâmetro, mas seu diâmetro é agora conhecido, de 386 quilômetros. Muitos dos capítulos do livro tem como pano de fundo a lua Titã, que na época era conhecida como a terceira maior do Sistema Solar, depois de Ganimedes e Tritão. Sua atmosfera é descrita como "tão densa quanto à da Terra" e composta sobretudo por metano. É sabido agora que Titã é o segundo maior satélite do Sistema Solar, depois de Ganimedes, e que sua atmosfera é mais densa que a da Terra e é composta de 98,4% de nitrogênio e somente 1,6% de metano.
Os capítulos finais se passam no asteroide Vesta, que Asimov nota que é o mais brilhante dos asteroides. Naquele tempo, era acreditado que o Vesta tivesse 346 quilômetros de diâmetro, embora seu diâmetro agora ser conhecido por volta de 531 quilômetros.

## Resumo do enredo
Seis semanas após retornar do Sistema Joviano, David "Lucky" Starr aprende que Jack Dorrance, o chefe de uma rede de espiões Síria descoberto por Starr no Sistema Joviano, escapou para a Terra.
Starr e seu parceiro, Bigman Jones, seguem Dorrance até o Sistema Saturniano, onde Dorrance tenta despistar eles nos anéis de Saturno, mas a nave é destruída por um fragmento do anel. A nave Síria contata Starr e informa-o que os Sírios construíram uma colônia em Titã e reivindicam o satélite para Sírius, ao contrário do que foi estabelecido previamente, de que todos os mundos inabitados do sistema estelar pertencem aos habitantes do sistema, tendo ou não assentamentos nestes mundos. Starr ordena o retorno da frota terrestre em perseguição aos Sírios de volta à Terra; mas retorna com Bigman e um representante do Sistema Saturniano, Ben Wessilewsky.
Quando algumas naves Sírias perseguem a Shooting Starr, Starr se esconde com sua nave no interior de Mimas; deixando Wessilewsky abaixo da superfície, com suprimentos suficientes para mantê-lo por muitos meses;  então volta ao espaço com sua nave, onde é capturado pelos Sírios e levado para a colônia em Titã. Chegando lá, o Comandante Sírio Sten Devoure, ameaça matar Bigman, a menos que Starr concorde em testemunhar á favor dos Sírios na próxima conferência estelar no asteroide Vesta, que entrou no Sistema Saturniano para atacar os Sírios. Quando Bigman corre perigo, após derrotar Devoure em um duelo, Starr faz um acordo com Devoure; se ele poupar a vida de Bigman, Starr testemunhará que ele entrou no Sistema Saturniano com uma nave armada, e levará os Sírios até a base de Wessilewsky, em Mimas.
Na conferência de Vesta, Devoure admite que os Sírios estabeleceram uma colônia em Titã, mas insiste no fato de que, Saturno e suas luas pertencerem á Terra, ser irrelevante: "Um mundo vazio é um mundo vazio, independentemente da rota particular que viaja através do espaço. Nós o colonizamos primeiro, então ele é nosso". Devoure trás Starr que admite ter reentrado no Sistema Saturniano apesar de ser alertado, e também que Wessilewsky estabeleceu uma base em Mimas.
Quando é perguntado sobre o porque de suas ações, mas de acordo com um plano secreto seu, Starr responde que Wessilewsky foi colocado em Mimas, para estabelecer uma colônia; onde então Conway afirma que, removendo Wessilewsky de Mimas, os Sírios violaram o mesmo princípio que eles mesmos tentaram estabelecer. A conferência termina com três mundos clientes votando para Sírius, e o resto votando para a Terra, e como resultado, os Sírios sendo ordenados a deixar Titã dentro de um mês — com o princípio da "Indivisibilidade dos Sistemas Estelares" sendo firmemente estabelecido, o que os protagonistas consideram um resultado positivo e desejável.

## Temas
Os Anéis de Saturno foi escrito entre dezembro de 1957 e fevereiro de 1958, imediatamente na sequência do lançamento do Sputinik pela União Soviética, e Asimov comenta sobre isso no capítulo 8, fazendo com que Starr fale sobre a superioridade dos robôs Sírios:
"Esses robôs são uma realização humana. Os humanos que conseguiram isso são de Sírius, mas eles são seres humanos também, e todos os outros humanos podem dividir com orgulho essa realização. Se nós tememos os resultados da realização deles, vamos igualar isso nós mesmos, e mais do que igualar isso. Mas não tem razão nós negarmos o mérito da realização deles".
Duas vezes na série Lucky Starr, em Vigilante das Estrelas e em Os Anéis de Saturno,a Terra se acha à beira de uma guerra com os Sírios como resultado da agressão deles. Em ambas ocasiões, Starr usa seu formidável intelecto para prevenir a guerra, pelo motivo que uma verdadeira guerra seria uma ruína para ambos os mundos. Novamente, é obvia uma analogia sobre a Guerra Fria entre os Estados Unidos e a União Soviética.
Os Anéis de Saturno é o único livro da série em que os Sírios aparecem como personagens, ao contrário dos robôs Sírios e terráqueos trabalhando para eles. No capítulo 10, um personagem de Sírius contrasta sua própria sociedade com à da Terra:
"Nós mantivemos nossos descendentes puros; nós não permitimos aos fracos entrarem, ou aqueles com genes ruins. Nós eliminamos os incapazes entre nós mesmos a fim de que, agora, sermos uma raça pura feita de pessoas fortes, ajustadas e saudáveis, enquanto à Terra permanece um conglomerado de doentes e deformados...
"Para os mundos externos, representante Starr, a Terra é uma ameaça terrível, uma bomba de sub-humanidade, pronta para explodir e contaminar uma galáxia limpa. Nós não queremos que isso aconteça; nós não podemos deixar isso acontecer! É por isso que estamos lutando: por uma raça humana limpa, composta de pessoas ajustadas."
Starr, falando por Asimov, replica:
"Composta por aqueles que você considera ajustados. Mas, aptidão vem em todas as formas e tamanhos. Os grandes homens da Terra vêem de baixos e altos, todas as formas e tamanhos de cabeças, cor da pele e idiomas. Variedade é a nossa salvação e a salvação de toda a humanidade."
A ideologia dos Sírios é similar á aquela dos Spacers no livro "As Cavernas de Aço", publicado alguns anos antes — apesar de que à Terra de Starr é bem diferente daquela descrita no livro.